# Han Nefkens
Han Nefkens (Rotterdam, 1954) is een Nederlands schrijver, mecenas en kunstverzamelaar. 
Nefkens studeerde journalistiek in Frankrijk en de Verenigde Staten. Hij werkte 11 jaar als radiocorrespondent in Mexico. In 1987 ontdekte hij dat hij hiv-positief was.

## Han Nefkens als schrijver
Nefkens' eerste boek, Bloedverwanten (1995), is een semi-autobiografische roman over twee broers die met het aidsvirus besmet zijn. Hierop volgde een verzameling kortverhalen, Twee lege stoelen (2005). Het boek De gevlogen vogel. Notities over een herwonnen leven (2008) verhaalt over het lange herstelproces dat Nefkens doormaakte na een geval van encefalitis ten gevolge van hiv.

## Verzamelaar en mecenas
In 2001 richtte hij de H+F Collection op, een verzameling hedendaagse kunst met foto's, videokunst, installaties en schilderkunst. Nefkens geeft de kunstwerken in langdurig bruikleen aan musea: in Nederland aan het Centraal Museum in Utrecht en het Museum Boijmans Van Beuningen in Rotterdam, in Frankrijk aan het FRAC Nord-Pas de Calais in Duinkerke. Hij geeft ook opdrachten aan hedendaagse kunstenaars.
In 2004 begon Nefkens de stichting ArtAids, die kunst inzet om het bewustzijn over HIV en AIDS te vergroten en om de levens van mensen met HIV te verbeteren.
Nefkens koopt, sinds 2006 hij voor het eerst een modeshow van het duo in Parijs bijwoonde, met enige regelmaat stukken uit de collecties van ontwerpers Viktor & Rolf. In mei 2018 schonk hij acht modestukken aan Museum Boijmans Van Beuningen.
In 2011 kreeg hij voor zijn mecenaat de Zilveren Anjer.

## Trivia
Han Nefkens is de zoon van architect en projectontwikkelaar Harry Nefkens.